# Speyeria montana
Speyeria montana är en fjärilsart som beskrevs av Reuss 1926. Speyeria montana ingår i släktet Speyeria och familjen praktfjärilar. Inga underarter finns listade i Catalogue of Life.